# Медицина Древней Греции
Первая известная школа древнегреческой медицины была открыта в Книде в 700 году до н. э. В ней работал Алкмеон, автор первого труда по анатомии, и именно в этой школе была впервые применена практика наблюдения за пациентами. Позднее свою школу на острове Кос основал Гиппократ. Несмотря на общеизвестное уважение эллинов к египетской медицине, в те времена не было успешных попыток перенести опыт египтян на греческую землю из-за недостаточного количества письменных источников и трудностей в понимании древней медицинской терминологии. Известно, впрочем, что для своих медицинских справочников греки позаимствовали множество рецептов египетских лекарств. Влияние Египта стало более очевидным после создания греческой медицинской школы в Александрии.

## Гиппократ и «гиппократова» медицина

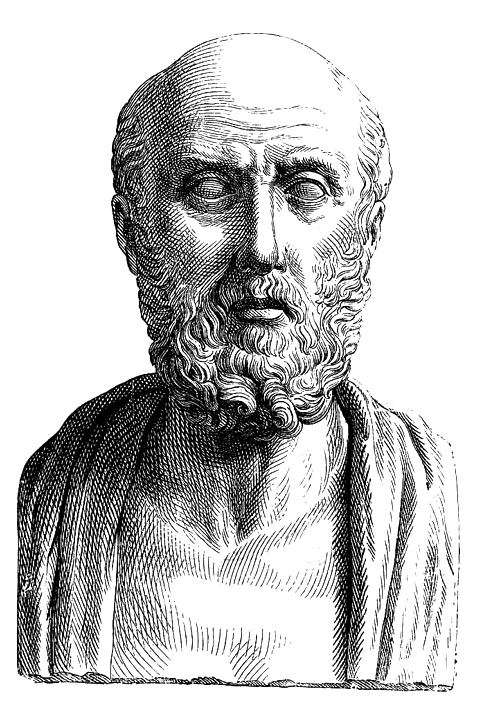
Гиппократа называют «Отцом современной медицины».

Сборник трудов Гиппократа представляет собой основу медицинских текстов его школы. Раньше считалось, что все главы в этом Сборнике были написаны лично Гиппократом, но сегодня многие учёные полагают, что главы были написаны различными авторами на протяжении нескольких десятилетий. Из-за невозможности идентифицировать авторство, трудно сказать, какие доктрины были предложены лично Гиппократом.
Факт существования Клятвы Гиппократа подразумевает, что «гиппократова» медицина практиковалась группой профессиональных терапевтов, связанных (по крайней мере, друг с другом) строгим этическим кодексом. Желавшие стать учениками обычно делали вступительный взнос, после чего становились частью своеобразной семьи. Обучение включало в себя устные наставления и практику в роли помощника учителя, поскольку Клятва подразумевает, что ученик должен непосредственно контактировать с пациентом. Клятва также ограничивает действия терапевта («Я не дам никому просимого у меня смертельного средства») и указывает на существование другого класса врачей, возможно, схожего с хирургами («Я ни в коем случае не буду делать сечения у страдающих каменной болезнью, предоставив это людям, занимающимся этим делом»).

## Медицинские теории

### Миазматическая теория
Миазматическая теория, сформулированная Гиппократом и господствовавшая в европейской медицине до второй половины XIX века, видела природу инфекционных заболеваний в миазмах — летучих ядовитых веществах, переносимых воздухом и водой. Миазмы представляли собой ядовитые испарения с болот или из-под земли, выделяемые во время землетрясений или извержений вулканов. Согласно этой теории, миазмы могли попасть в тело человека либо через естественные отверстия — нос, рот, глаза и уши, либо через поры кожи, особенно после купания в горячей воде. Признаком наличия миазмов в воздухе был неприятный запах, который старались «перебить» распыляя ароматические вещества или воскуривая благовония.
Миазматическая теория была отвергнута медицинским сообществом лишь во второй половине XIX века, после открытия первых микробов-возбудителей инфекционных болезней.

### Гуморальная теория
Гуморальная теория заключается в представлении о том, что в теле человека текут четыре основные жидкости (гуморы): кровь, флегма (слизь), жёлтая желчь и чёрная желчь. В норме эти жидкости находятся в балансе, однако избыток одной или нескольких из них вызывает практически все внутренние болезни. Соответственно, лечение заключается в удалении избыточной жидкости — обычно это осуществлялось кровопусканием, рвотными и слабительными средствами. Каждой жидкости соответствовала природная стихия и два «состояния вещества» (сухое/влажное; теплое/холодное), а превалирующее значение той или иной жидкости определяло темперамент, то есть характер человека.
| Гумор        | Стихия | Состояние | Температура | Темперамент |
| ------------ | ------ | --------- | ----------- | ----------- |
| Кровь        | Воздух | влажная   | горячая     | сангвиник   |
| Флегма       | Вода   | влажная   | холодная    | флегматик   |
| Желтая желчь | Огонь  | сухая     | горячая     | холерик     |
| Черная желчь | Земля  | сухая     | холодная    | меланхолик  |

Сформулированная Гиппократом, гуморальная теория развивалась и дополнялась в Средние века и Новое время, прочно войдя в европейскую медицину на более чем две тысячи лет. Лишь в конце XIX — начале XX века кровопускание перестало рассматриваться как универсальное лечебное средство, возвращающее «баланс жидкостям».

## Медицинские центры

### Асклепионы
Асклепионы — святилища бога Асклепия, где лечили больных и накапливали медицинские знания, представляли собой центры храмовой медицины. В асклепионы не принимались раненые и умирающие, а лечение назначалось на основе снов, которые больной видел в первую ночь под сводами храма. Именно жрецы-асклепиады первыми начали вести истории болезни, некоторые из которых сохранились до нашего времени. Сами жрецы заявляли, что исцеление происходит при воздействии божественной силы и скрывали свои методы от простых людей.
К примеру, одна из записей гласит:
Человек с язвой в животе. Во сне он увидел лицо. Ему показалось, что бог приказал его слугам, следовавшим за ним, связать его и крепко держать, чтобы он мог разрезать ему живот. Он хотел бежать, но его схватили и крепко привязали к дверному кольцу. Затем Асклепий разрезал ему живот, вырезал язву и снова зашил разрез. После этого больного развязали. Он встал совершенно здоровым. Пол в святилище, однако, оказался залитым кровью.

Современные исследователи предполагают, что за храмовыми чудесами скрывалась практика хирургических и иных терапевтических вмешательств, осуществленных под действием наркотического наркоза.

### Медицинские школы
Первые медицинские школы были семейными, однако с VI века до н. э. в них начинают принимать учеников со стороны и изначально врачебные династии разрастаются в полноценные врачебные сообщества. Свои школы были в крупных городах и на островах, наиболее известными были: Кротонская, Сицилийская, Косская и Александрийские школы.
Древнегреческие медицинские школы были связаны с натурфилософией и по сути были скорее санаториями, осуществляли лечение диетами, физическими упражнением и пропагандой умеренности и воздержанности во всем. К примеру, Кротонская школа считается связанной с пифагорейцами, перенимала их аскетический образ жизни и применяла лечение музыкой, считая, что музыка сама по себе гармонична, а болезнь — это нарушение гармонии. Свою школу на острове Кос основал самый известный древнегреческий врач Гиппократ.

### Александрия

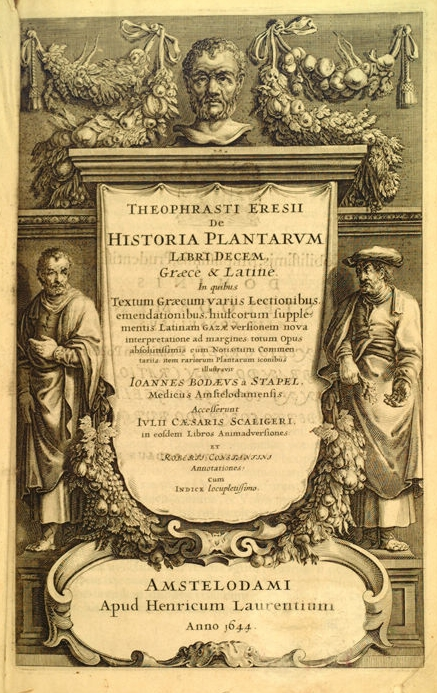
Фронтиспис к 1644 версии расширенного иллюстрированного издания книги Historia plantarum, написанной примерно в 200 г. до н. э.

После Теофраста в Лицее больше не появилось никаких оригинальных работ. Хотя интерес к трудам Аристотеля сохранялся, их принимали, не подвергая сомнению. Так что новые открытия в биологии были сделаны лишь в эпоху правления Птолемеев в Александрии. Первым учителем медицины в Александрии был Герофил из Халкедона, который внёс исправления в труды Аристотеля, поместив разум в мозг и соединив нервную систему с движением и осязанием. Герофил также четко различил вены и артерии, отметив, что последние пульсируют. Он проводил эксперименты, перерезая по очереди разные вены и артерии на шее свиньи. Кроме того, он разработал диагностический метод, основанный на различении типов пульса. Он и его современник Эразистрат из Кеоса изучали роль вен и нервов и прослеживали их расположение на теле человека.
Эразистрат связал более сложное, по сравнению с мозгом животных, поверхностное строение человеческого мозга с его повышенными интеллектуальными способностями. Он проводил эксперименты над птицами, взвешивая их и отмечая потерю в весе в период между кормлениями. Вслед за своим учителем он изучал пневматику и утверждал, что человеческая система кровеносных сосудов контролируется вакуумами, переносящими кровь по всему телу. Согласно физиологической теории Эразистрата, воздух поступает в тело, затем легкие гонят его в сердце, где он превращается в жизненную силу, которую артерии разносят по всему телу. Часть этой жизненной силы достигает мозга, где трансформируется в животный дух, который затем распространяется по нервам. Герофил и Эразистрат проводили свои эксперименты на заключенных, которых им выдавали птолемейские цари. Они проводили вскрытие на живых людях, и, «пока те ещё дышали, изучали части тела, сокрытые природой от людского взора, их расположение, цвет, форму, размер, устройство, жесткость, мягкость, гладкость и взаимосвязь».
Некоторые античные атомисты, вроде Лукреция, пытались оспаривать телеологические взгляды на жизнь, выдвинутые Аристотелем, но телеология (а после установления Христианства и натуральная теология) вплоть до 18-19 веков продолжала оставаться основой биологической мысли. Как сказал Эрнст Майр: «После Лукреция и Галена и до эпохи Ренессанса в биологии не было сделано никаких выдающихся открытий». Идеи Аристотеля касательно натуральной истории и медицины сохранились, но принимались как данность.

## Историческое наследие
За время своего длительного контакта с греческой культурой римляне переняли многие медицинские идеи. Реакция ранних римлян на греческую медицину варьировалась от энтузиазма до враждебного неприятия, но в конечном счете они признали рациональность «гиппократовой» медицины.
Это привело к распространению греческих медицинских теорий по всей Римской Империи, а оттуда по большей части территории Запада. Самым влиятельным римским ученым, рискнувшим продолжить и расширить традиции «гиппократовой» школы, был Гален. К сожалению, на Западе большинство материалов, посвященных исследованию текстов Гиппократа и Галена, пропали во времена раннего Средневековья после крушения Западной Римской Империи, но традиции Гиппократа и Галена в греческой медицине продолжали изучаться и применяться в Восточной Римской Империи (Византии). После 750 года н. э. мусульмане перевели некоторые труды Галена, вследствие чего многие традиции «гиппократовой» и «галеновой» медицины были внедрены в практику врачевания. Многие мусульманские учёные пытались развивать эту традицию, самым успешным из них был Авиценна. Начиная с XI века, «гиппократово-галенова» медицина начала своё возвращение на Запад Римской Империи в основном в виде переводов с арабского, но иногда и в виде греческих оригиналов. В эпоху Ренессанса многие переводы Галена и Гиппократа с греческого были сделаны со ставших доступными византийских манускриптов. Ещё в XIII веке авторитет Галена был столь велик, что многие учёные пытались включить в его теорию даже находки, противоречащие ей.
Значительные исправления в работы по анатомии Галена внесли тексты и рисунки Везалия. Но первым ударом, пошатнувшим «галеновскую» теорию циркуляции крови, была публичная демонстрация процесса циркуляции, проведённая Уильямом Гарвеем. Тем не менее, практика кровопускания, разработанная Гиппократом и Галеном, была в ходу вплоть до 19 столетия, несмотря на свою неэффективность и рискованность. Реальная замена медицинским традициям Гиппократа и Галена была найдена только после серии открытий, сделанных Луи Пастером, Робертом Кохом и другими учеными, которые доказали, что болезни вызываются не дисбалансом четырёх темпераментов, а микроорганизмами, такими как бактерии.